# Estação Estadio Metropolitano

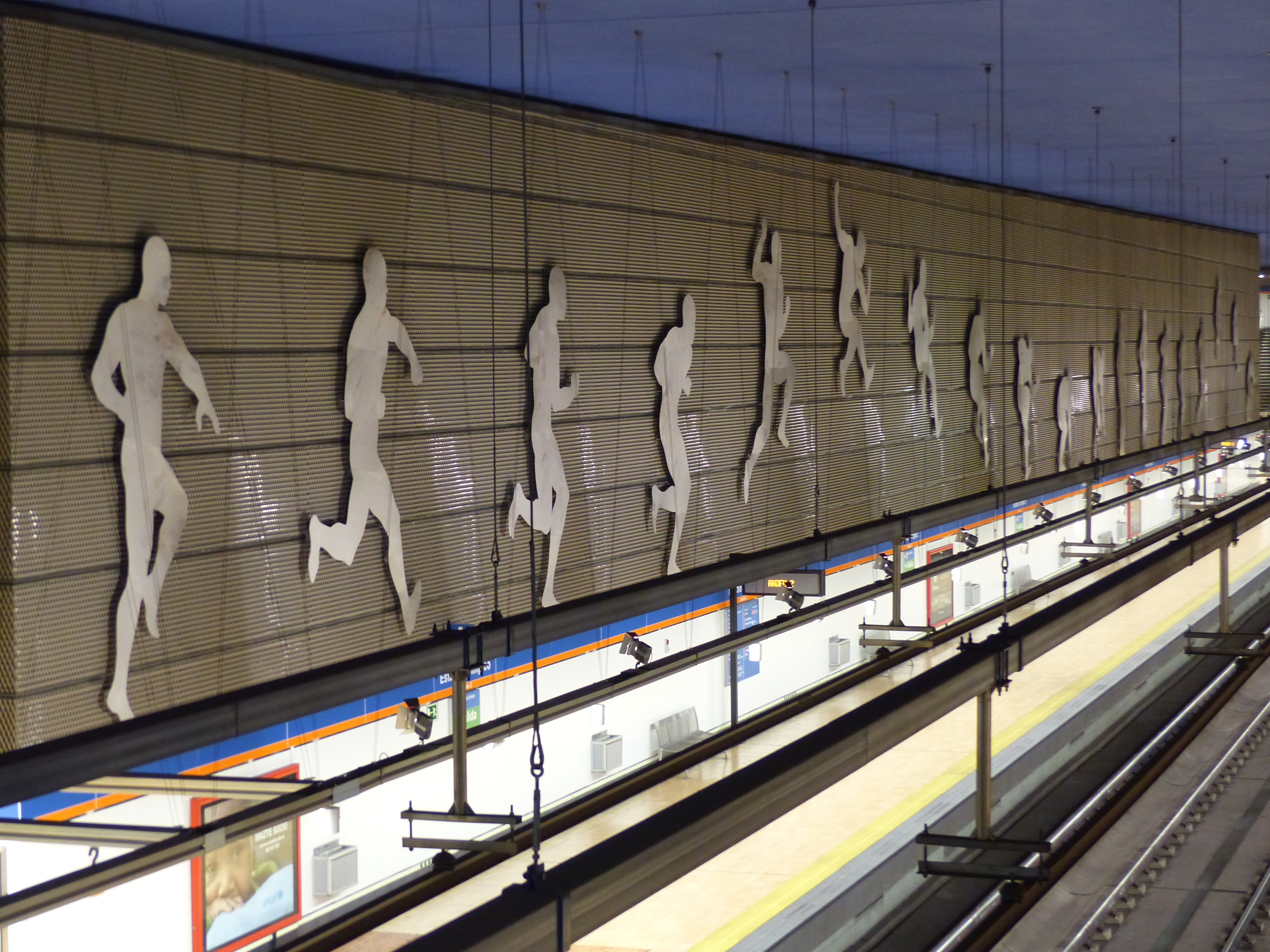
Plataforma de embarque

Estadio Metropolitano é uma estação da Linha 7 do Metro de Madrid.

## História
A estação foi inaugurada em 5 de maio de 2007 sob o nome de Estádio Olímpico ao lado das estações MetroEste localizadas em Coslada e San Fernando de Henares.